# Moehammad Shajbani

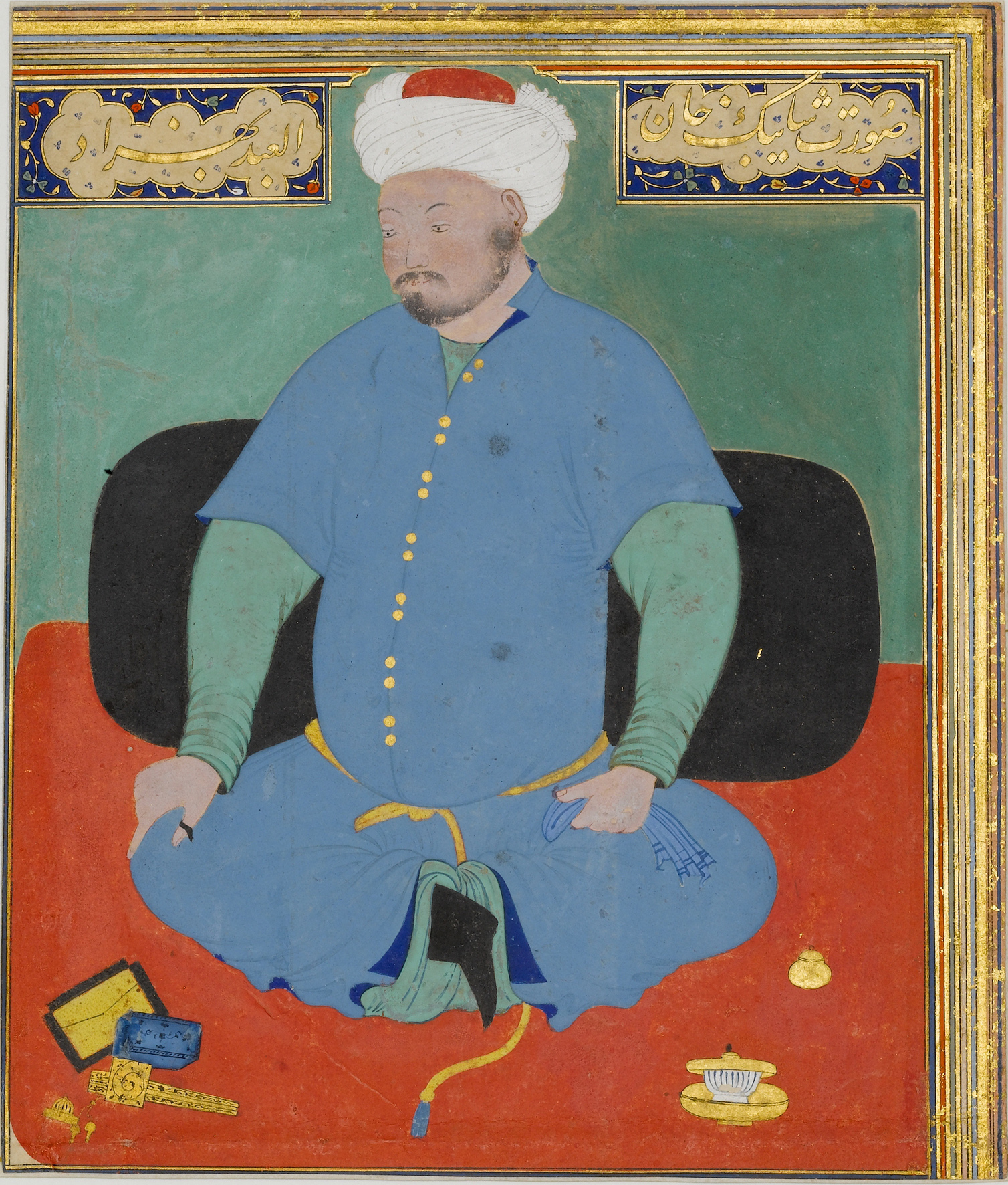
Muhammad Shaybani

Moehammad Shajbani Kan (Oezbeeks: Muhammad Shayboniy, Perzisch: شایبک خان), Aboel-Fath Shajbani Kan, Shajabak Kan of Shahi Beg Kan (c. 1451 – 2 december 1510) was een Oezbeekse heerser die kortstondig verschillende Oezbeekse stammen verenigde en de stichter was van het Kanaat van Boechara.
Na het uiteenvallen van de Gouden Horde viel ook het Rijk van de Timoeriden uiteen. Hiervan maakte Shajbani gebruik om een nieuw rijk te stichten. In 1505 veroverde hij Samarkand, de hoofdstad van het rijk van de Timoeriden, in 1506 Buchara (vandaar de naam van het Kanaat) en in 1507 Herat. In 1508-09 voerde hij verschillende oorlogen met de Kazachen, zonder enig succes.
De nieuwe shah van Perzië, Ismail I, vond dat hij moest ingrijpen. Tijdens de Slag bij Merv (1510) werd Shajbani gedood. Ismail liet de verschillende ledematen van Shajbani opsturen naar alle uithoeken van zijn rijk en maakte van zijn schedel een gouden drinkbeker.
De nieuwe machten na zijn dood in Centraal-Azië waren: Rusland (Vasili III van Moskou), Perzië (Ismail I), het Ottomaanse Rijk (Selim I) en het Mogolrijk onder Babur.
Het Kanaat van Buchara werd van 1505 tot 1599 geregeerd door de Shajbaniden, daarna door de Janiden (1599-1785). In 1785 veranderde het Kanaat in het Emiraat Buchara.